# Benoît Dispa
 (août 2014).
Si vous disposez d'ouvrages ou d'articles de référence ou si vous connaissez des sites web de qualité traitant du thème abordé ici, merci de compléter l'article en donnant les références utiles à sa vérifiabilité et en les liant à la section « Notes et références ».
Benoît B.E. Dispa, né le 18 septembre 1963 à Liège, est un homme politique belge wallon, membre du parti Les Engagés.
Il est romaniste de formation. Il a été enseignant à l'Université de Namur, puis premier auditeur à la  Cour des comptes. Par la suite, il a été détaché dans des cabinets ministériels, comme chef de cabinet adjoint et conseiller budgétaire, auprès des Ministres Jean-Pol Poncelet, André Antoine, Benoît Lutgen et Carlo Di Antonio.

## Fonctions politiques
- Conseiller communal à Gembloux (2000-)
  - Echevin (2000-2006)
  - Bourgmestre (2006-)
- Député fédéral (2014-2019)
- Conseiller provincial de la province de Namur (2006-2012)
- Député wallon et de la Communauté française (2019-)

## Décoration
- Commandeur de l'ordre de Léopold (2024)[1].